# Kuňja-Urgenč
Kuňja-Urgenč (turkmensky Köneürgenç, rusky Куня Ургенч) je město s cca 30 000 obyvatel v severovýchodním Turkmenistánu, nedaleko hranic s Uzbekistánem. Leží ve vilájetu Dašoguz na jižní straně údolí řeky Amudarja.
Nachází na místě dřívějšího města Ürgenç – hlavního města starobylého Chórezmu, součásti Achaimenovské říše. Území dřívějšího Ürgençu je bohaté památkami, především stavbami, které zde byly budovány mezi 11. a 16. stoletím (mimo jiné mešita, městské brány, pevnosti, mauzolea a minaret). V roce 1221 bylo poničeno při nájezdu Čingischána, ve 14. století město popsal Abú Abdallah ibn Battúta jako „největší, nejkrásnější a nejdůležitější město Turků“. Do konce 16. století bylo město opuštěno, od té doby zůstaly budovy nepoužívané. Správní centrum Chórezmu se přesunulo do nedalekého města Chiva. V roce 2005 se díky nim stalo součástí světového dědictví.

## Fotogalerie

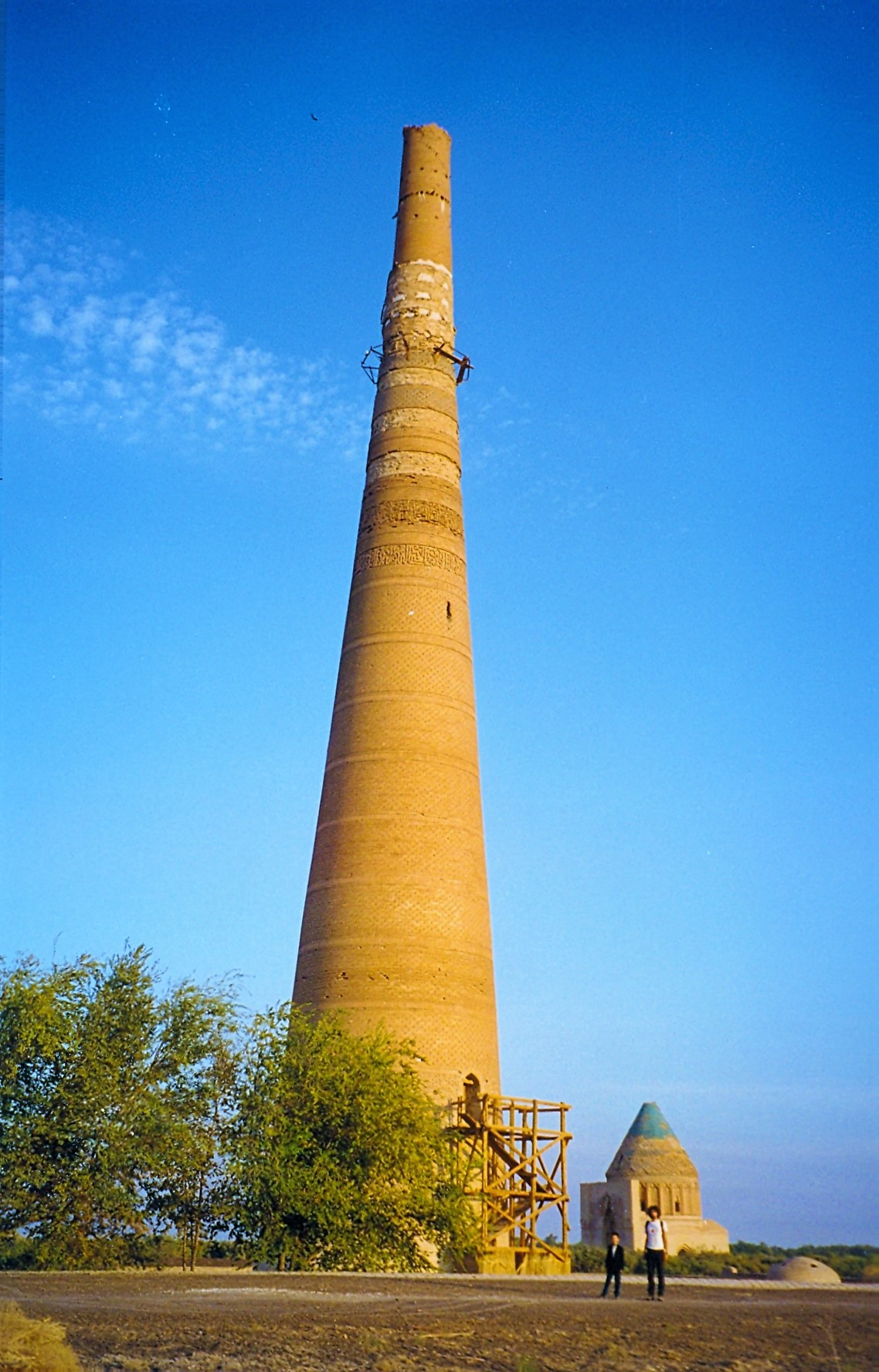
minaret Kutlug Timur
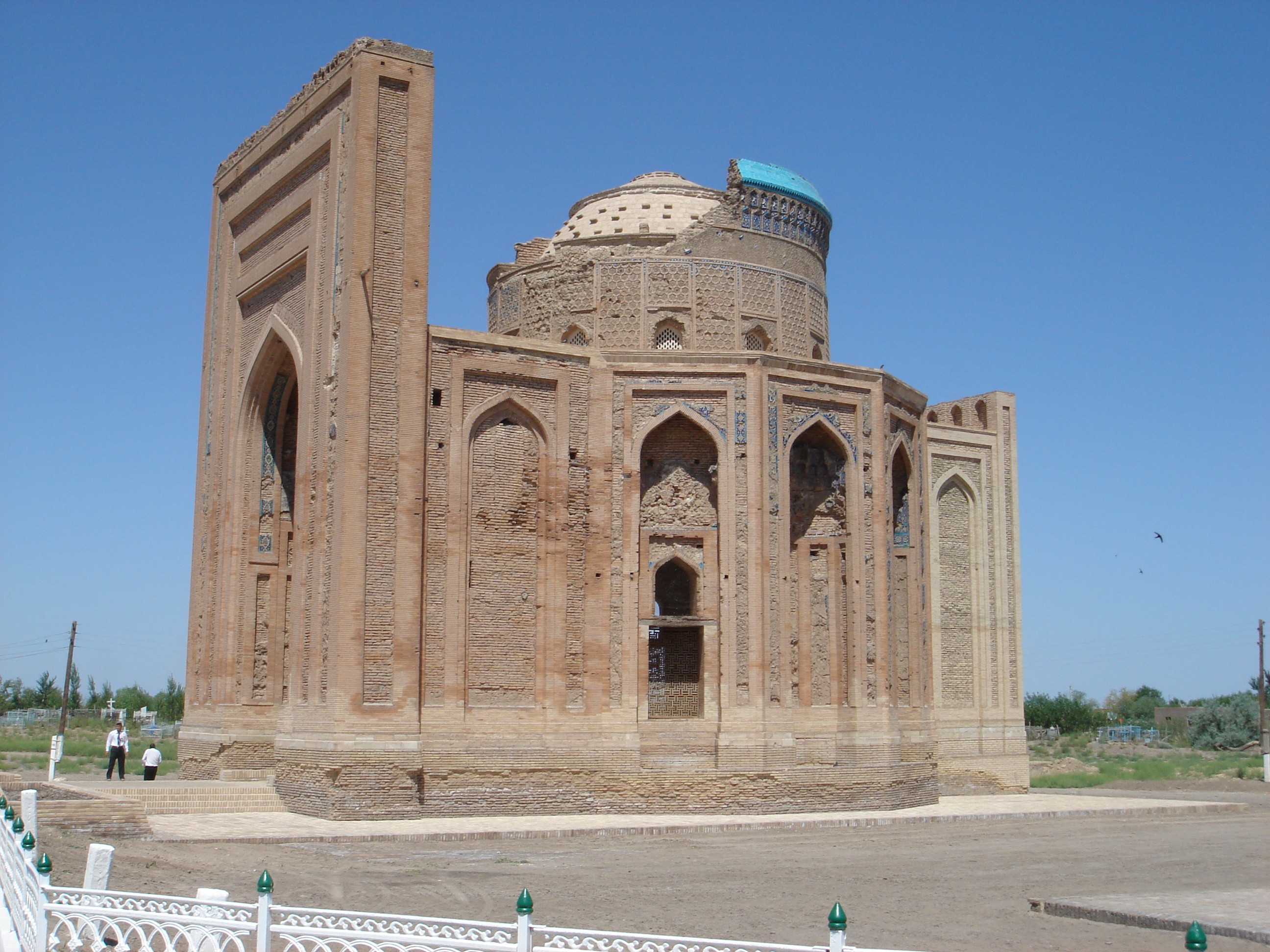
mauzoleum Turabek Khanum
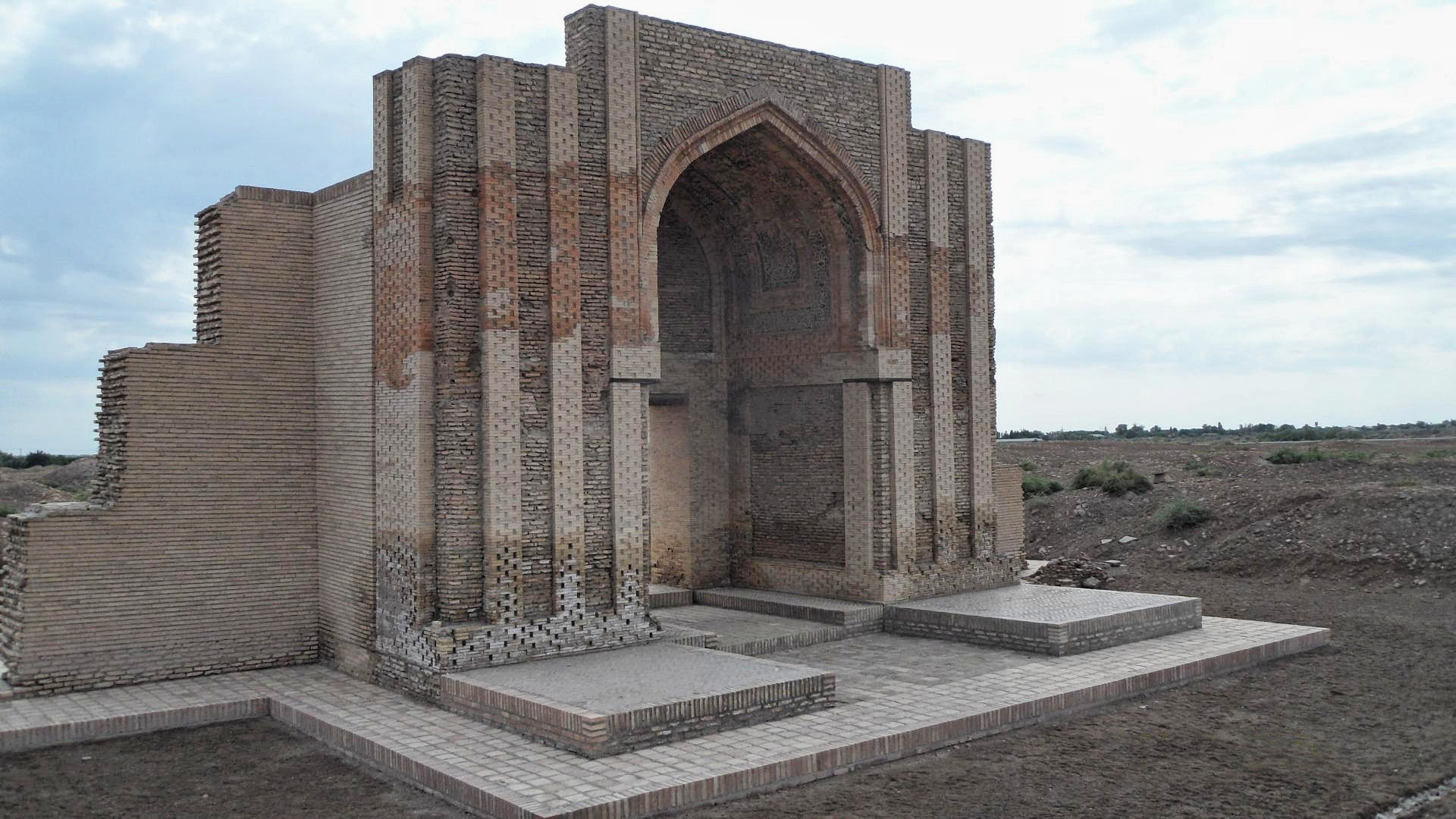
brána karavan
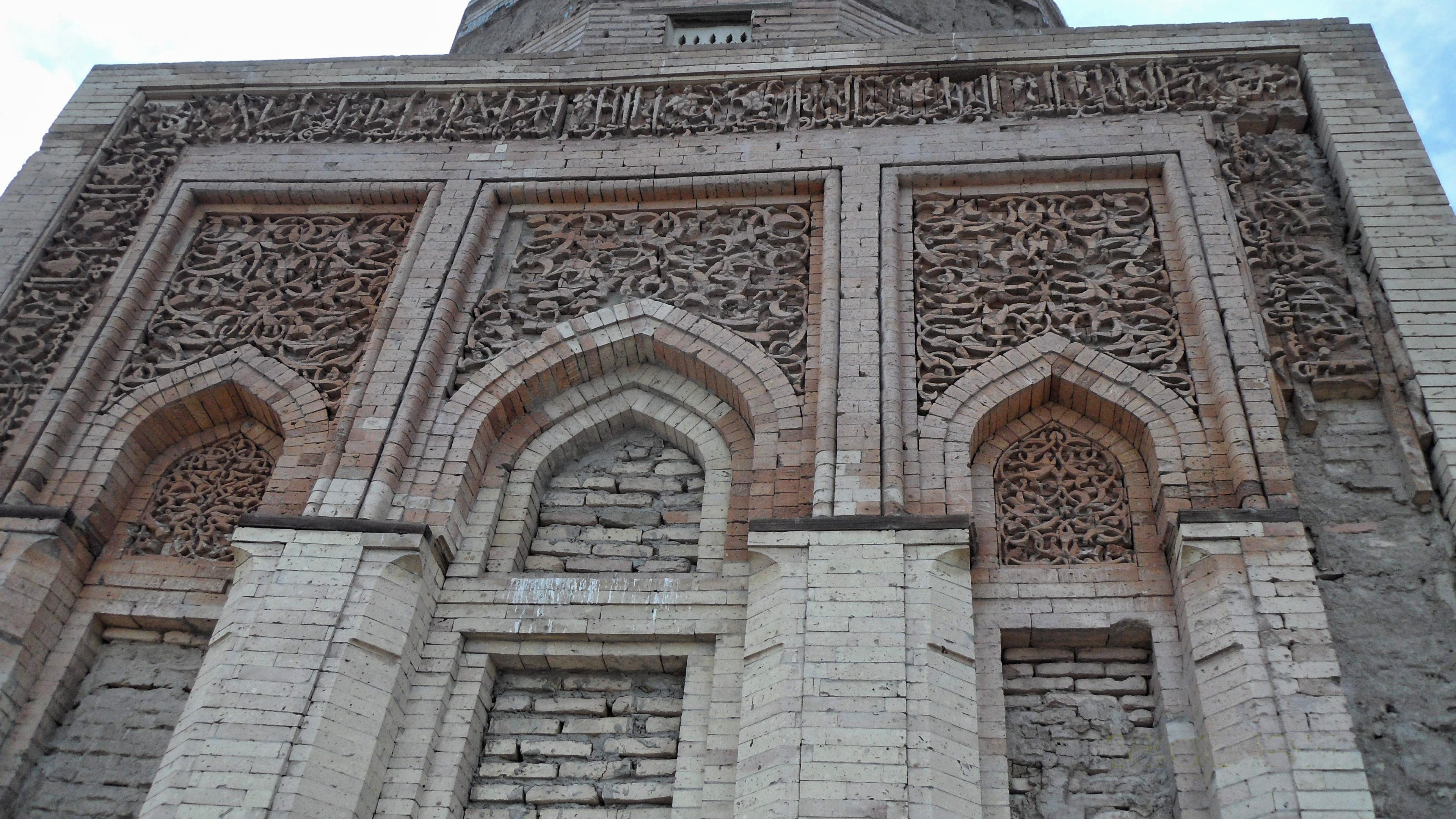
průčelí mauzolea Il-Arslan